# Idaea floccosa
Idaea floccosa là một loài bướm đêm trong họ Geometridae.